# 榍石
榍石（英語：Titanite或Sphene）是一种钙钛硅酸盐矿物，主要成分为CaTiSiO5，一般含痕量的铁杂质或铝杂质，铈和钇之类的稀土金属也时常出现；部分钙元素有时会被置换成钍。榍石的英文名“sphene”來自希腊语“sphenos（σφηνώ）”，意为“楔子”。国际矿物学协会自从1982年起推荐使用的名称为“titanite”，但两种名称在如今都有在使用。

## 物理性质

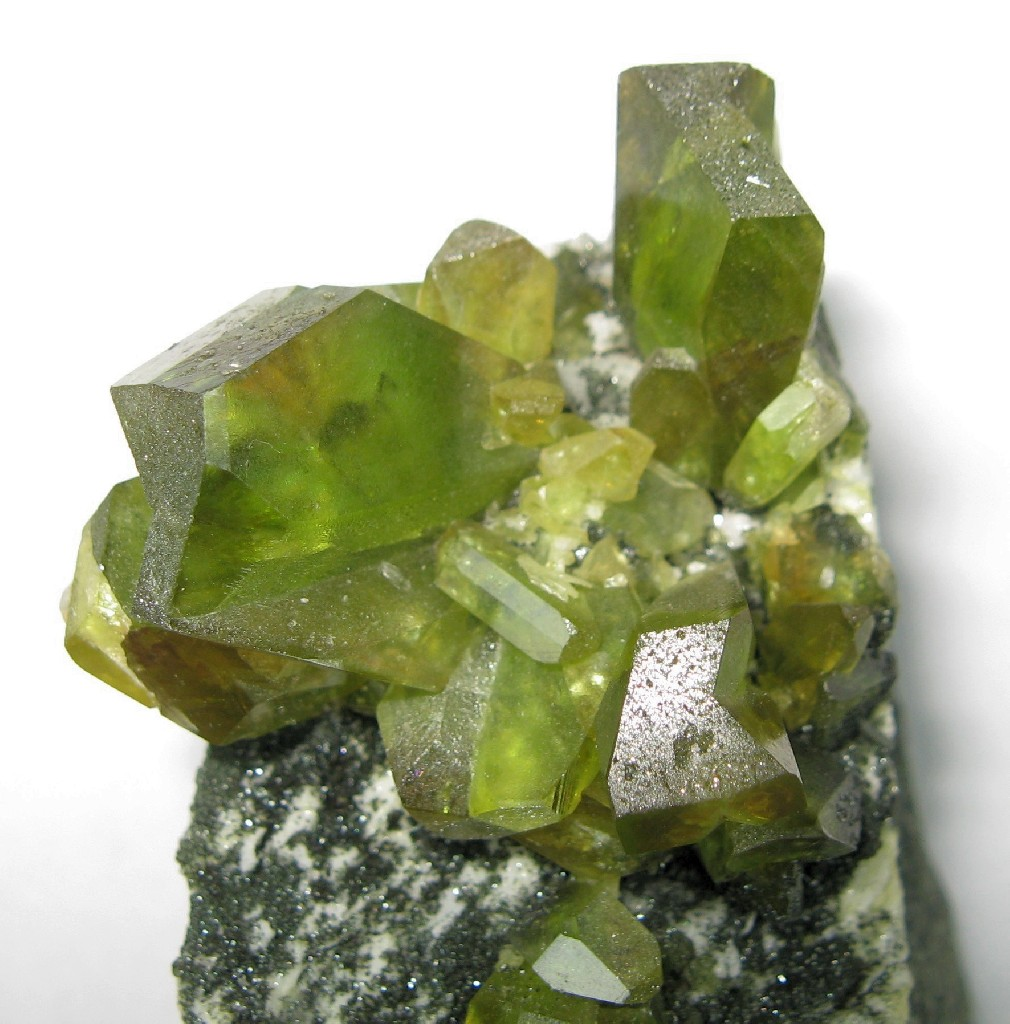
绿色的榍石晶体，出产自巴基斯坦的哈拉莫什峰。

榍石属于单斜晶系，半透明到透明，略有树脂光泽，比重在3.52到3.54之间。透明的榍石有多色性，常见的颜色有红褐色、灰色、黄色、绿色或红色。榍石的晶体惯态为四面体，常以孪晶形式出现。由于铁元素的荧光淬灭效应，榍石在紫外光下不会发出荧光。一些榍石中有辐射变晶的现象。榍石雖軟但折射率高於鑽石，莫氏硬度为5.5，折射率从1.885-1.990到1.915-2.050不等，有强烈的双折射现象，在正確切割下反射出的火彩比鑽石更加耀眼，但由於其稀有較少為人知。

## 产地
榍石常见于长英质火成岩中，与伟晶岩有联系；也见诸于片麻岩、片岩、矽卡岩之类的变质岩中。产地包括巴基斯坦、意大利、俄罗斯、中国、巴西、瑞士圣哥达山口的图耶奇、马达加斯加、奥地利的蒂罗尔州、加拿大的伦弗鲁县、美国的缅因州、纽约州和加利福尼亚州。

## 用途
榍石在工业上可用于提炼二氧化钛（TiO2）。也可以被用作 U-Pb 地质年代计。
虽然榍石的色散率高于钻石，但榍石的宝石受限于其质量不一且硬度较低的性质。宝石用途的榍石常常是黄绿色或棕黑色的，其色相取决于铁元素的含量：铁含量少的榍石呈现出黄绿色，铁含量高的榍石呈现出棕黑色。近年來由於市場的接受度日益增高對於榍石也較有系統性的分類。市場上普遍認為濃綠色且不帶黑的最優色，最差的棕褐色、黑褐色。